# Municipio de Paint (condado de Wayne)
El municipio de Paint (en inglés: Paint Township) es un municipio ubicado en el condado de Wayne en el estado estadounidense de Ohio. En el año 2010 tenía una población de 3209 habitantes y una densidad poblacional de 50,56 personas por km².

## Geografía
El municipio de Paint se encuentra ubicado en las coordenadas 40°41′48″N 81°42′28″O / 40.69667, -81.70778. Según la Oficina del Censo de los Estados Unidos, el municipio tiene una superficie total de 63.47 km², de la cual 63,38 km² corresponden a tierra firme y (0,15 %) 0,09 km² es agua.

## Demografía
Según el censo de 2010, había 3209 personas residiendo en el municipio de Paint. La densidad de población era de 50,56 hab./km². De los 3209 habitantes, el municipio de Paint estaba compuesto por el 99,41 % blancos, el 0,03 % eran afroamericanos, el 0,12 % eran amerindios, el 0,03 % eran asiáticos, el 0,09 % eran de otras razas y el 0,31 % eran de una mezcla de razas. Del total de la población el 0,41 % eran hispanos o latinos de cualquier raza.